# Villa Arienti Lissoni
Villa Arienti Lissoni è una residenza di origini settecentesche sita a Desio, in provincia di Monza e della Brianza, in via Borghetto.

## Descrizione
La villa di origini settecentesche, ma rimaneggiata nella prima metà dell'Ottocento, si affaccia su via Borghetto dirimpetto alla Villa Paleari con il cancello d'ingresso leggermente arretrato, creando così un piccolo slargo più organico e funzionale per la svolta agevole delle carrozze.
Dal corpo centrale della villa, su due piani, si diramano due ali laterali comprendenti la portineria di gusto eclettico.
Semplici cornici modanate decorano le finestre.
A nord della villa sorge il giardino di gusto ottocentesco, purtroppo soffocato da costruzioni recenti.